# ساختمان جنرال‌موتورز

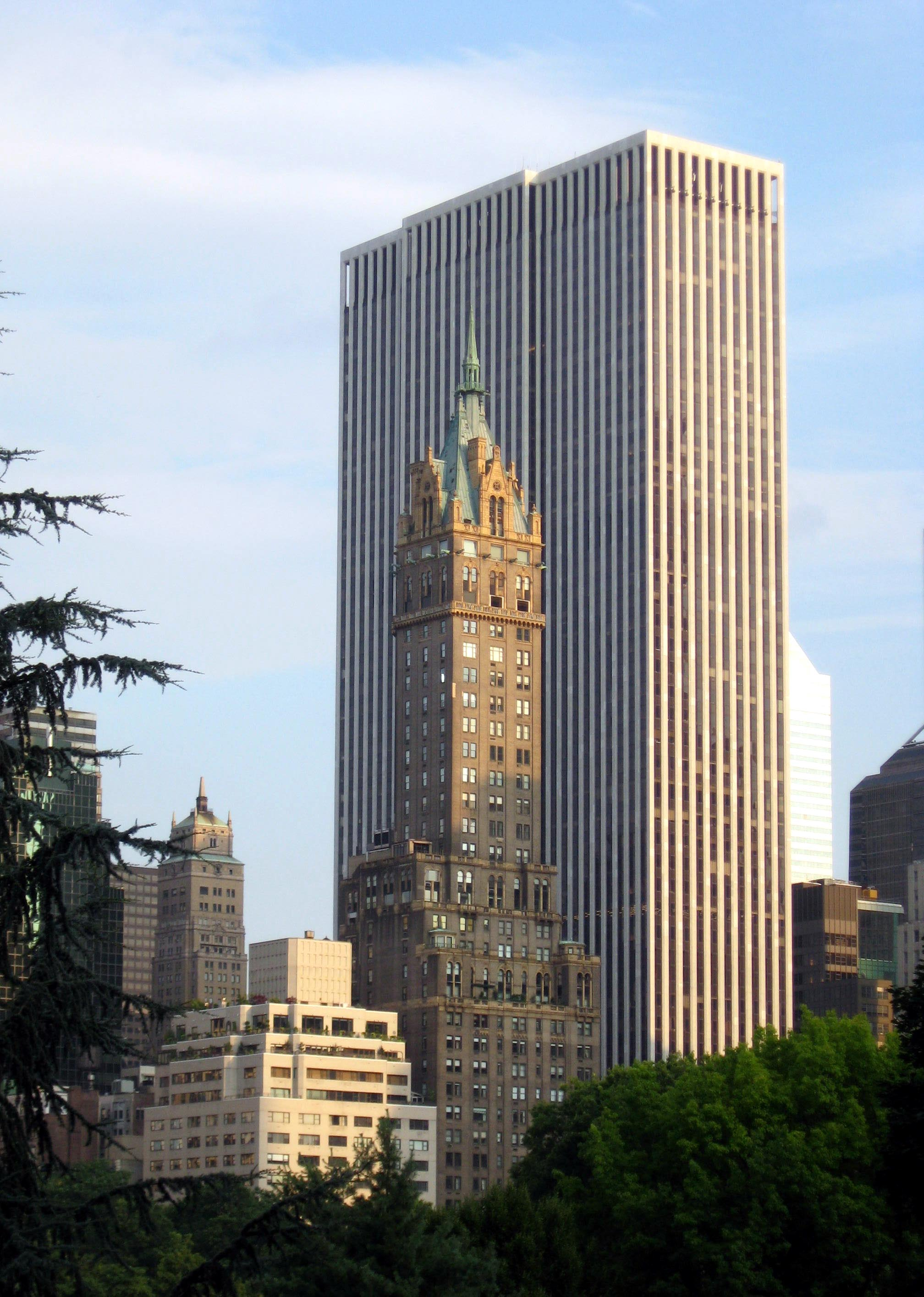
ساختمان جنرال‌موتورز در منهتن، نیویورک

ساختمان جنرال‌موتورز (به انگلیسی: General Motors Building) یک ساختمان اداری در محله منهتن شهر نیویورک در ایالات متحده آمریکا می‌باشد. این ساختمان که ۲۱۵ متر ارتفاع و ۵۰ طبقه دارد در خیابان پنجاه و نهم مقابل خیابان پنجم قرار دارد. این ساختمان یکی از اولین ساختمان‌هایی است که یک بلوک شهری را به طور کامل اشغال کرده‌است. کار ساخت این ساختمان از ۱۹۶۴ شروع و در ۱۹۶۸ میلادی خاتمه یافته‌است.
ساختمان جنرال‌موتورز، ۱۰۵ امین ساختمان بلند در ایالات متحده آمریکا است.

## نگارخانه

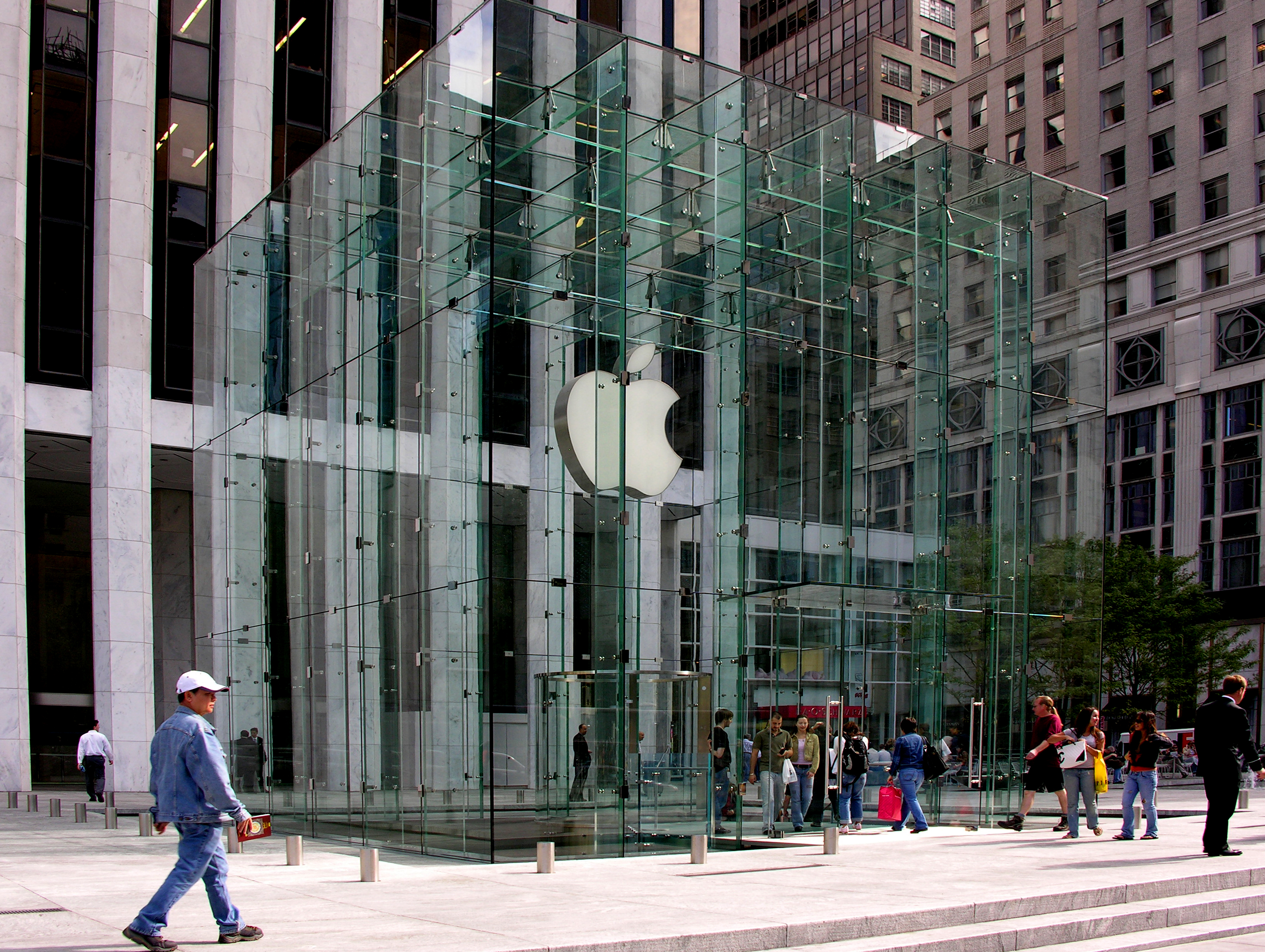
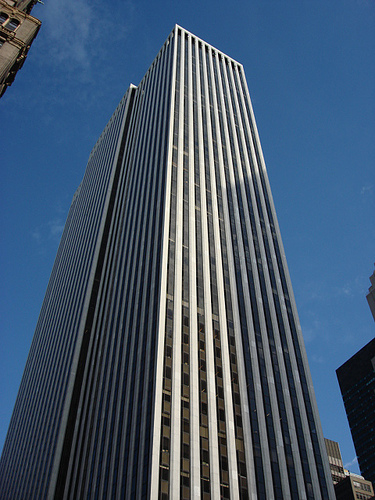